# Janko Novoselić
Janko Novoselić (Zagreb, 22. lipnja 1983.) je hrvatski bubnjar, skladatelj, vođa sastava, producent i promotor. 

## Životopis
Janko Novoselić rođen je 1983. godine u Zagrebu. Od malih ruku i nogu glavna su mu zanimacija bili bubnjevi. Prvi set bubnjeva sam je sastavio od metalne kutije za kekse, jednog toma i dvije male činele. S još nenavršenih 10 godina nastupao je s grupom Vještice u zagrebačkom BP Clubu i Kulušiću. 
Završio je osnovnu i srednju Glazbenu školu Elly Bašić, u kojoj je svirao klavir i izučavao teoriju glazbe, a satove udaraljki pohađao je u Glazbenoj školi Vatroslava Lisinskog kod prof. Elvire Happ. Nakon završetka srednje škole upisao je jazz akademiju u Grazu, u klasi prof. Manfreda Josela, na kojoj je diplomirao 2006. godine u klasi Howarda Curtisa.
Svirao je s poznatim glazbenicima hrvatske, europske i svjetske jazz scene: Alan Broadbent, Ed Neumeister, Luis Bonilla, Miles Griffith, David Murray, Adrienne West, Gaynel Hodge(The Platters), Andy Middleton, Fritz Pauer, Tamara Obrovac, Zoran Madžirov, Elvis Stanić, Hrvoje Rupčić, Matija Dedić, Saša Nestorović, Ladislav Fidri, Boško Petrović, Miro Kadoić, Ivan Kapec, Ante Gelo, Mladen Baraković, Arsen Dedić, te mnogi drugi. 
Jedan je od suosnivača drum'n'bass/rock/noise sastava Bilk, s kojim osvaja prva mjesta na glazbenim natjecanjima Newcomer Fest u Grazu i Heineken Music Fest u Zenici, a 2006. izdaje album 'This Bilk Is Radioactive'. Pojavljuje se na službenim izdanjima: Kizo 'Brutalizer', Adam Klemm 'Hot Coolen', MiroKado 'Monster in the Garden', 'Runjićeve Večeri 08', Saša Nestorović '12 Duets', HRT Big Band 'Domaći Autori'. 
Aktivno snima reklamne spotove, glazbu za kazalište, autorske pjesme i ostalo u studijima RKF Production, IDM Music i Morris Studio. Komponira, snima i producira autorsku glazbu, od koje je jedna pjesma izašla na kompilaciji 'Dancing Bear Lounge 08'. 
Od 2008. do 2013. svirao je u grupi TBF, a surađivao je i s LessThanAMinute, Adam Klemm Quintetom, Fine Noize ft. Miles Griffith, Vješticama, Teom Martinovićem, Trianguli Zonom, MiroKado Quartetom, Gelo/Bjelinski orkestrom. U suradnji s Elvisom Penavom vodi autorski jazz sastav Satellite koji je 2010. izdao album TakeOff. Od 2007. vodi eksperimentalni projekt improvizirane elektroničke glazbe Tobogan.

## Diskografija
- 2006. This Bilk Is Radioactive - Bilk
- 2007. Hot Coolen - Adam Klemm Quintet
- 2007. Brutalizer - Kizo
- 2008. Monster In The Garden - MiroKado Quartet
- 2008. Dancing Bear Lounge 2 - Various Artists
- 2008. Runjić Na Peristilu - Various Artists
- 2008. Flossy - Trianguli Zona
- 2009. Jazz For Masses - Robert Jukič
- 2010. TakeOff - Satellite
- 2010. Perpetuum Fritule - TBF
- 2011. Pistaccio Metallic - TBF
- 2014. "Fantazija" - Janko Novoselić
- 2015. "3rd Sun From The Stone" - Chui
- 2016. "Na Tragu Satelita" - Kozmodrum

## Nagrade
- Osvojio je drugo mjesto na natjecanju iz klasičnih udaraljki u Puli 2002. godine.
- Dobitnik je nagrade Status za najboljeg jazz instrumentalista 2006., 2009., 2010., 2011. i 2015. godine.

## Vanjske poveznice
- http://www.kozmodrum.com  Arhivirana inačica izvorne stranice od 24. lipnja 2016. (Wayback Machine)
- http://soundcloud.com/janko_novoselic  Arhivirana inačica izvorne stranice od 1. lipnja 2012. (Wayback Machine)